# Mesnil-en-Ouche
Mesnil-en-Ouche est une commune nouvelle française de l'Eure, en Normandie, créée le 1er janvier 2016 par la réunion de 16 anciennes communes (Ajou, La Barre-en-Ouche, Beaumesnil, Bosc-Renoult-en-Ouche, Épinay, Gisay-la-Coudre, Gouttières, Granchain, Jonquerets-de-Livet, Landepéreuse, La Roussière, Saint-Aubin-des-Hayes, Saint-Aubin-le-Guichard, Sainte-Marguerite-en-Ouche, Saint-Pierre-du-Mesnil et Thevray), qui sont devenues des communes déléguées.

## Géographie

### Description
Mesnil-en-Ouche est une commune nouvelle normande du pays d'Ouche dans l'Eure situé à 38 km à l'ouest d'Évreux, 28 km au nord de L'Aigle, 77 km au nord-est d'Alençon, 38 km au sud-est de Lisieux et à 12 km au sud-est de Bernay.
Avec 165,4 km2, Mesnil-en-Ouche est la plus étendue des communes de l'Eure.

### Communes limitrophes
| Treis-Sants-en-Ouche                                     | Corneville-la-Fouquetière             | Beaumont-le-Roger, Le Noyer-en-Ouche |
| Chamblac, Ferrières-Saint-Hilaire, La Trinité-de-Réville | Mesnil-en-Ouche                       | La Houssaye, La Ferrière-sur-Risle   |
| Saint-Agnan-de-Cernières, Saint-Pierre-de-Cernières      | Bois-Anzeray, La Haye-Saint-Sylvestre | La Vieille-Lyre                      |

### Hydrographie
La commune est située dans le bassin Seine-Normandie. Elle est drainée par la Risle, le Vernet, la Bave, le fossé 01 de la commune de Epinay, le fossé 01 de la commune de Gisay-la-Coudre, le fossé 01 de la commune de Jonquerets-de-Livet, le fossé 01 de la commune de Landepereuse, le fossé 01 de la commune de Saint-Pierre-du-Mesnil, le fossé 02 de la commune de Gisay-la-Coudre, le fossé 02 de la commune de Jonquerets-de-Livet, le fossé 01 de la commune de Beaumesnil, le fossé 01 de la commune de la Barre-en-Ouche, le fossé 01 de la commune de Saint-Aubin-le-Guichard, le fossé 02 de la commune de la Barre-en-Ouche, le fossé 02 de la commune de la Haye-Saint-Sylvestre, le fossé 02 de la commune de Landepereuse, le fossé 02 de la commune de Saint-Aubin-le-Guichard, le fossé 02 de la commune de Saint-Pierre-du-Mesnil, le fossé 03 de la commune de Jonquerets-de-Livet, le fossé 04 de la commune de Jonquerets-de-Livet, le fossé 04 de la commune de Landepereuse, le fossé 04 de la commune de Saint-Pierre-du-Mesnil et le fossé 05 de la commune de Landepereuse,,.
La Risle, d'une longueur de 145 km, prend sa source dans la commune de Planches et se jette  dans la Seine à Berville-sur-Mer, après avoir traversé 52 communes.Les caractéristiques hydrologiques de la Risle sont données par la station hydrologique située sur la commune de Barquet. Le débit moyen mensuel est de 1,85 m3/s. Le débit moyen journalier maximum est de 16,9 m3/s, atteint lors de la crue du 19 janvier 2024. Le débit instantané maximal est quant à lui de 19,1 m3/s, atteint le même jour.

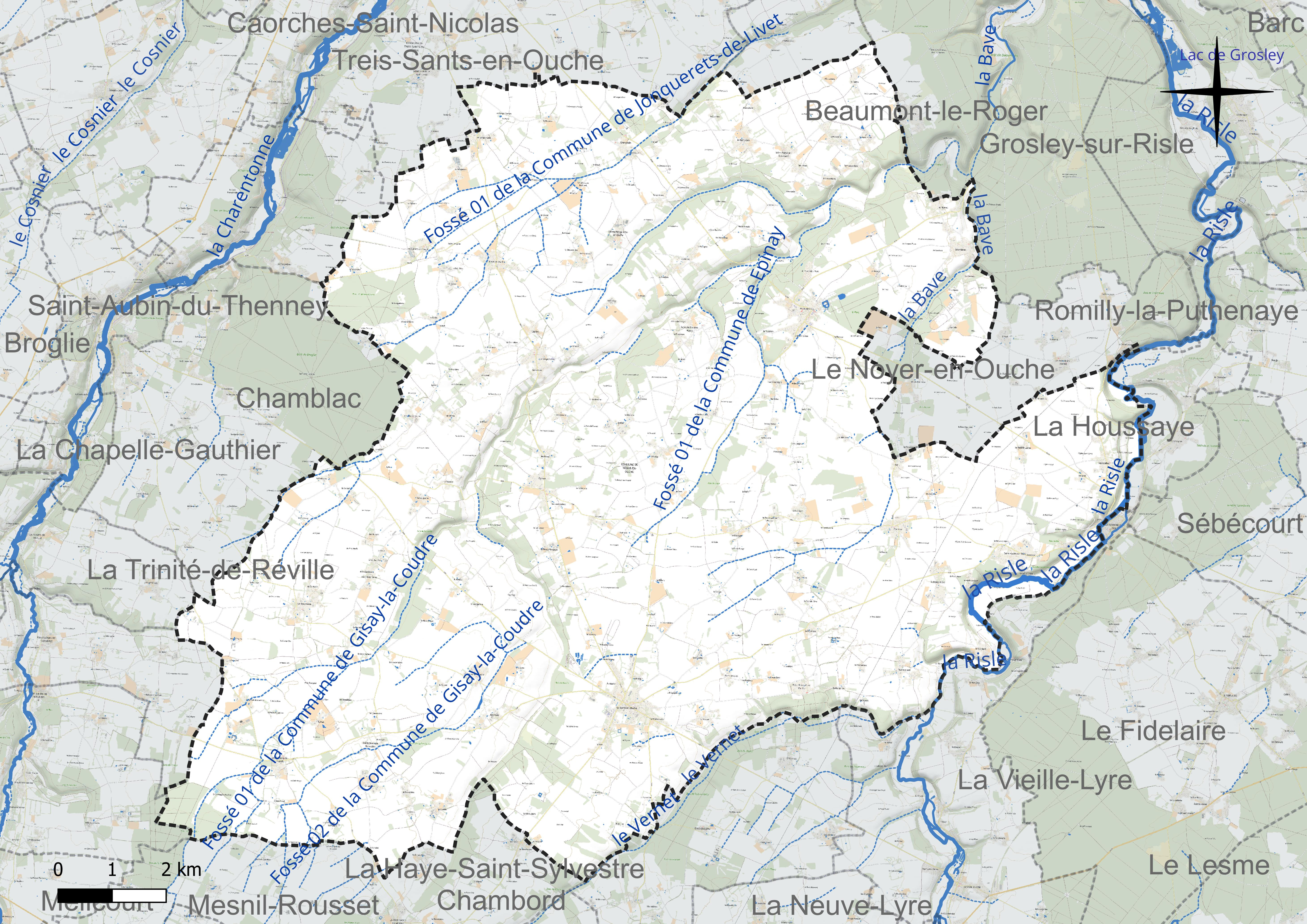
Réseau hydrographique de Mesnil-en-Ouche.

Le Vernet, d'une longueur de 27 km, prend sa source dans la commune de La Ferté-en-Ouche et se jette  dans la Risle à La Vieille-Lyre, après avoir traversé huit communes.
La Bave, d'une longueur de 12 km, prend sa source dans la commune du Noyer-en-Ouche et se jette  dans la Risle à Beaumontel, après avoir traversé quatre communes.

### Climat
Pour des articles plus généraux, voir Climat de la Normandie et Climat de l'Eure.
En 2010, le climat de la commune est de type climat océanique dégradé des plaines du Centre et du Nord, selon une étude du CNRS s'appuyant sur une série de données couvrant la période 1971-2000. En 2020, Météo-France publie une typologie des climats de la France métropolitaine dans laquelle la commune est exposée à un climat océanique et est dans la région climatique Côtes de la Manche orientale, caractérisée par un faible ensoleillement (1 550 h/an) ; forte humidité de l’air (plus de 20 h/jour avec humidité relative > 80 % en hiver), vents forts fréquents. Parallèlement le GIEC normand, un groupe régional d’experts sur le climat, différencie quant à lui, dans une étude de 2020, trois grands types de climats pour la région Normandie, nuancés à une échelle plus fine par les facteurs géographiques locaux. La commune est, selon ce zonage, exposée à un « climat des plateaux abrités », correspondant aux plaines agricoles de l’Eure, avec une pluviométrie beaucoup plus faible que dans la plaine de Caen en raison du double effet d’abri provoqué par les collines du Bocage normand et par celles qui s’étendent sur un axe du Pays d'Auge au Perche.
Pour la période 1971-2000, la température annuelle moyenne est de 9,9 °C, avec  une amplitude thermique annuelle de 13,5 °C. Le cumul annuel moyen de précipitations est de 752 mm, avec 12 jours de précipitations en janvier et 8,6 jours en juillet. Pour la période 1991-2020, la température moyenne annuelle observée sur la station météorologique la plus proche, située sur la commune de Bernay à 12 km à vol d'oiseau, est de 10,9 °C et le cumul annuel moyen de précipitations est de 666,9 mm,. Pour l'avenir, les paramètres climatiques de la commune estimés pour 2050 selon différents scénarios d’émission de gaz à effet de serre sont consultables sur un site dédié publié par Météo-France en novembre 2022.

### Milieux naturels et biodiversité
La Commune compte trois sites naturels classés :
- Les deux ifs situés dans le cimetière de La Roussière  Site classé (1929)[35] ;
- La motte féodale et le parc du château de Beaumesnil à Beaumesnil  Site classé (1940)[36] ;
- Les perspectives du château de Beaumesnil à Gouttières  Site classé (1976)[36].

La Commune est concernée par le site Natura 2000 Risle, Guiel, Charentonne au niveau de la vallée de la Risle.
La commune engage en 2021 un processus de replantation de haies bocagères.
En 2022, neuf des 744 mares que compte la commune ont été réaménagées afin de favoriser la biodiversité en développant leur aspect écologique et hydraulique ainsi que l'agrément du paysage.

## Urbanisme

### Typologie
Au 1er janvier 2024, Mesnil-en-Ouche est catégorisée commune rurale à habitat dispersé, selon la nouvelle grille communale de densité à 7 niveaux définie par l'Insee en 2022.
Elle est située hors unité urbaine. Par ailleurs la commune fait partie de l'aire d'attraction de Bernay, dont elle est une commune de la couronne,. Cette aire, qui regroupe 36 communes, est catégorisée dans les aires de moins de 50 000 habitants,.

### Morphologie urbaine
La commune nouvelle est structurée par les deux bourgs de  Beaumesnil et de La Barre-en-Ouche, et est constituée pour le surplus de villages,

### Habitat
| Logements                                        | Nombre en 2008 | % en 2008 | nombre en 2013 | % en 2013 | nombre en 2018 | % en 2018 |
| ------------------------------------------------ | -------------- | --------- | -------------- | --------- | -------------- | --------- |
| Total                                            | 2 596          | 100 %     | 2822           | 100 %     | 2 934          | 100 %     |
| Résidences principales                           | 1 881          | 72,4 %    | 2 022          | 71,6 %    | 2 080          | 70,9 %    |
| → Dont HLM                                       | 48             | 2,6 %     | 51             | 2,5 %     | 59             | 2,8 %     |
| Résidences secondaires et logements occasionnels | 549            | 21,1 %    | 564            | 20,0 %    | 546            | 18,6 %    |
| Logements vacants                                | 167            | 6,4 %     | 236            | 8,4 %     | 308            | 10,5 %    |
| Dont :                                           |                |           |                |           |                |           |
| → maisons                                        | 2 469          | 95,1 %    | 2 709          | 96,0 %    | 2800           | 95,5 %    |
| → appartements                                   | 114            | 4,4 %     | 100            | 3,5 %     | 105            | 3,6 %     |

## Toponymie
« Mesnil », toponyme très répandu en France, à partir de Mansionem, le bas-latin a créé un nouveau terme dérivé du mot latin mansionile, diminutif de mansio, demeure, habitation, maison. Devenu en français médiéval maisnil, mesnil, « maison avec terrain ».
Le pays d'Ouche est un pays normand qui comprend le nord-est du département de l'Orne et le sud-ouest de celui de l'Eure.
Le nom du Mesnil-en-Ouche renvoie ainsi à Ouche et à Mesnil, qui se trouvaient d'une manière ou d'une autre dans le nom des anciennes communes fusionnées

## Histoire
La commune nouvelle de Mesnil-en-Ouche est créée le 1er janvier 2016 de la fusion de 16 communes de l'ancien canton de Beaumesnil, hormis la commune du Noyer-en-Ouche,.
Son chef-lieu est Beaumesnil.

## Politique et administration

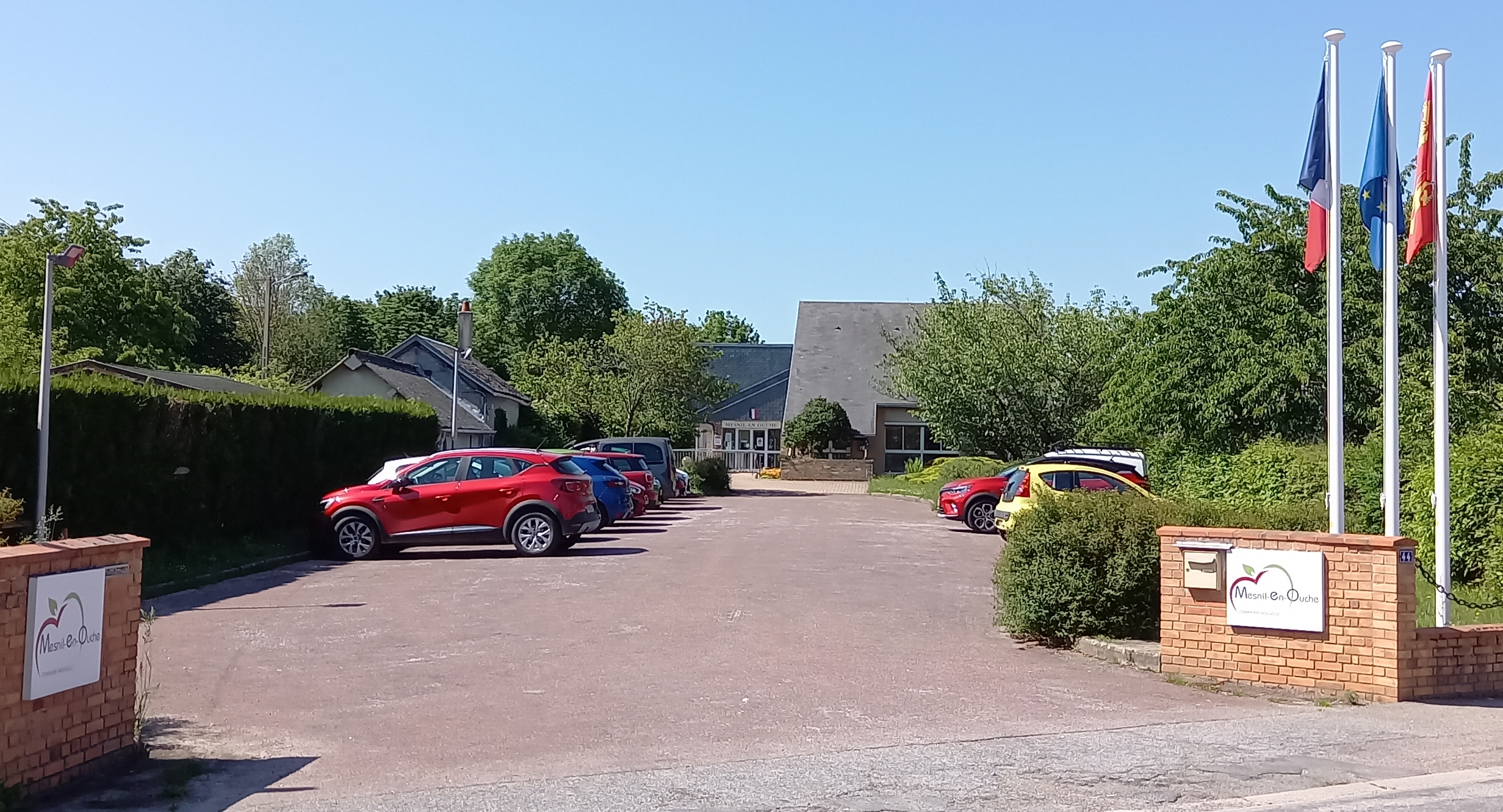
La mairie de la commune
nouvelle à Beaumesnil

### Rattachements administratifs et électoraux
La commune nouvelle est rattachée à l'arrondissement de Bernay du département de l'Eure.
Pour les élections départementales, la commune fait partie du canton de Bernay.
Pour l'élection des députés, elle fait partie de la troisième circonscription de l'Eure.

### Intercommunalité
Mesnil-en-Ouche regroupe 16 des 17 communes qui constituaient la communauté de communes du canton de Beaumesnil, un établissement public de coopération intercommunale (EPCI) à fiscalité propre créé fin 1993 et auquel elles avaient transféré un certain nombre de ses compétences, dans les conditions déterminées par le code général des collectivités territoriales.
Dans le cadre des dispositions de la loi portant nouvelle organisation territoriale de la République du 7 août 2015, qui prévoit que les établissements publics de coopération intercommunale (EPCI) à fiscalité propre doivent avoir un minimum de 15 000 habitants, cette petite intercommunalité a fusionné avec ses voisines pour former, le 1er janvier 2017, la communauté de communes dénommée Intercom Bernay Terres de Normandie, dont est désormais membre la commune nouvelle.

### Tendances politiques et résultats
Lors du premier tour de l'Élection présidentielle de 2022, Marine Le Pen a obtenu 36 % des suffrages exprimés, suivie de Emmanuel Macron (27 %) , Jean-Luc Mélenchon (13 %), Éric Zemmour (6 %) et Valérie Pécresse (5 %). Au second tour, Marine Le Pen devance à nouveau Emmanuel Macron, avec 55,17 % des suffrages exprimés contre 44,83 %, lors d'un scrutin où 23,08 % des électeurs se sont abstenus.

### Administration municipale
Pour la mandature 2020-2026, la commune nouvelle est administrée par un conseil municipal de 63 membres, qui élisent un maire pour la commune nouvelle et un maire délégué pour chaque commune déléguée.

### Liste des maires
| Période        | Période                       | Identité           | Étiquette | Qualité                                                   |
| -------------- | ----------------------------- | ------------------ | --------- | --------------------------------------------------------- |
| 9 janvier 2016 | mai 2020                      | Jean-Noël Montier  |           | Agriculteur Ancien maire de Sainte-Marguerite-en-Ouche    |
| mai 2020,      | En cours (au 2 décembre 2021) | Jean-Louis Madelon |           | Agriculteur Ancien maire délégué de Bosc-Renoult-en-Ouche |

### Liste des communes déléguées
| Nom                        | Code Insee | Intercommunalité                                  | Superficie (km2) | Population (dernière pop. légale) | Densité (hab./km2) |
| -------------------------- | ---------- | ------------------------------------------------- | ---------------- | --------------------------------- | ------------------ |
| Beaumesnil (siège)         | 27049      | Communauté de communes Bernay Terres de Normandie | 12,63            | 4 694 (2014)                      | 372                |
| Ajou                       | 27007      | Communauté de communes Bernay Terres de Normandie | 9,83             | 255 (2013)                        | 26                 |
| La Barre-en-Ouche          | 27041      | Communauté de communes Bernay Terres de Normandie | 17,34            | 928 (2013)                        | 54                 |
| Bosc-Renoult-en-Ouche      | 27088      | Communauté de communes Bernay Terres de Normandie | 7,85             | 140 (2013)                        | 18                 |
| Épinay                     | 27221      | Communauté de communes Bernay Terres de Normandie | 13,54            | 330 (2013)                        | 24                 |
| Gisay-la-Coudre            | 27283      | Communauté de communes Bernay Terres de Normandie | 16,27            | 239 (2013)                        | 15                 |
| Gouttières                 | 27292      | Communauté de communes Bernay Terres de Normandie | 5,14             | 199 (2013)                        | 39                 |
| Granchain                  | 27296      | Communauté de communes Bernay Terres de Normandie | 8,12             | 210 (2013)                        | 26                 |
| Jonquerets-de-Livet        | 27356      | Communauté de communes Bernay Terres de Normandie | 10,28            | 303 (2013)                        | 29                 |
| Landepéreuse               | 27362      | Communauté de communes Bernay Terres de Normandie | 8,92             | 373 (2013)                        | 42                 |
| La Roussière               | 27499      | Communauté de communes Bernay Terres de Normandie | 10,23            | 209 (2013)                        | 20                 |
| Saint-Aubin-des-Hayes      | 27513      | Communauté de communes Bernay Terres de Normandie | 5,95             | 163 (2013)                        | 27                 |
| Saint-Aubin-le-Guichard    | 27515      | Communauté de communes Bernay Terres de Normandie | 11,13            | 310 (2013)                        | 28                 |
| Sainte-Marguerite-en-Ouche | 27566      | Communauté de communes Bernay Terres de Normandie | 5,35             | 124 (2013)                        | 23                 |
| Saint-Pierre-du-Mesnil     | 27596      | Communauté de communes Bernay Terres de Normandie | 7,92             | 102 (2013)                        | 13                 |
| Thevray                    | 27628      | Communauté de communes Bernay Terres de Normandie | 14,90            | 291 (2013)                        | 20                 |

### Distinctions et labels
Mesnil-en-Ouche a obtenu en 2020 une fleur au Concours des villes et villages fleuris pour l'ensemble de son territoire, après que La Barre-en-Ouche et Beaumesnil aient été également primées dans les années passées.

## Équipements et services publics

### Enseignement
Les enfants de la commune sont scolarisés dans les écoles de la Barre-en-Ouche, de  Beaumesnil et de Landepéreuse. Toutefois, ceux d'Ajou sont scolarisés avec les enfants d'autres communes par le SIVOS 2000 Pays d'Ouche..
Ils poursuivent leurs études au collège Jacques-Daviel de la Barre-en-Ouche, doté d'un internat, situé dans le « campus scolaire » conçu par l’agence CBA Architecture et comprenant également l'école,.
Un institut médicoéducatif (IME) géré par l’association R.P. de Maistre est implanté à Beaumesnil et accueille des enfants et adolescents handicapés de 5 à 20 ans.

### Équipements culturels
Une médiathèque est implantée à La Barre-en-Ouche.

### Santé
Le pôle médical de Beaumesnil, ouvert en 2019, accueille deux locaux de consultation médicales et un pour soins infirmiers dans des locaux municipaux adaptés qui ont permis d'éviter la baisse de l'offre consécutive au départ à la retraite de deux médecins.

### Justice, sécurité, secours et défense
La commune dispose d'un centre de secours situé à Beaumesnil.

## Population et société

### Démographie
| 1968  | 1975  | 1982  | 1990  | 1999  | 2008  | 2013  | 2018  |
| ----- | ----- | ----- | ----- | ----- | ----- | ----- | ----- |
| 4 102 | 3 791 | 3 823 | 3 716 | 4 047 | 4 573 | 4 722 | 4 623 |

### Manifestations culturelles et festivités
- Les Médiévales au château du Blanc-Buisson à Saint-Pierre-du-Mesnil, dont la 3e édition a eu lieu en juillet 2018[65].

- La 12e édition du festival des 1 001 légumes a été organisée en 2019 par le Potager de Beaumesnil, avec conférences, spectacles, concerts, ateliers et animations sur le thème de la biodiversité[66],[67].

- La Fête de la framboise d'Ajou, dont la 11e édition a eu lieu en juillet 2018[68]

- Les traditionnelles courses d'ânes de Gisay-la-Coudre, dont la 39e édition a eu lieu le 15 août 2019[69].

## Culture locale et patrimoine

### Lieux et monuments

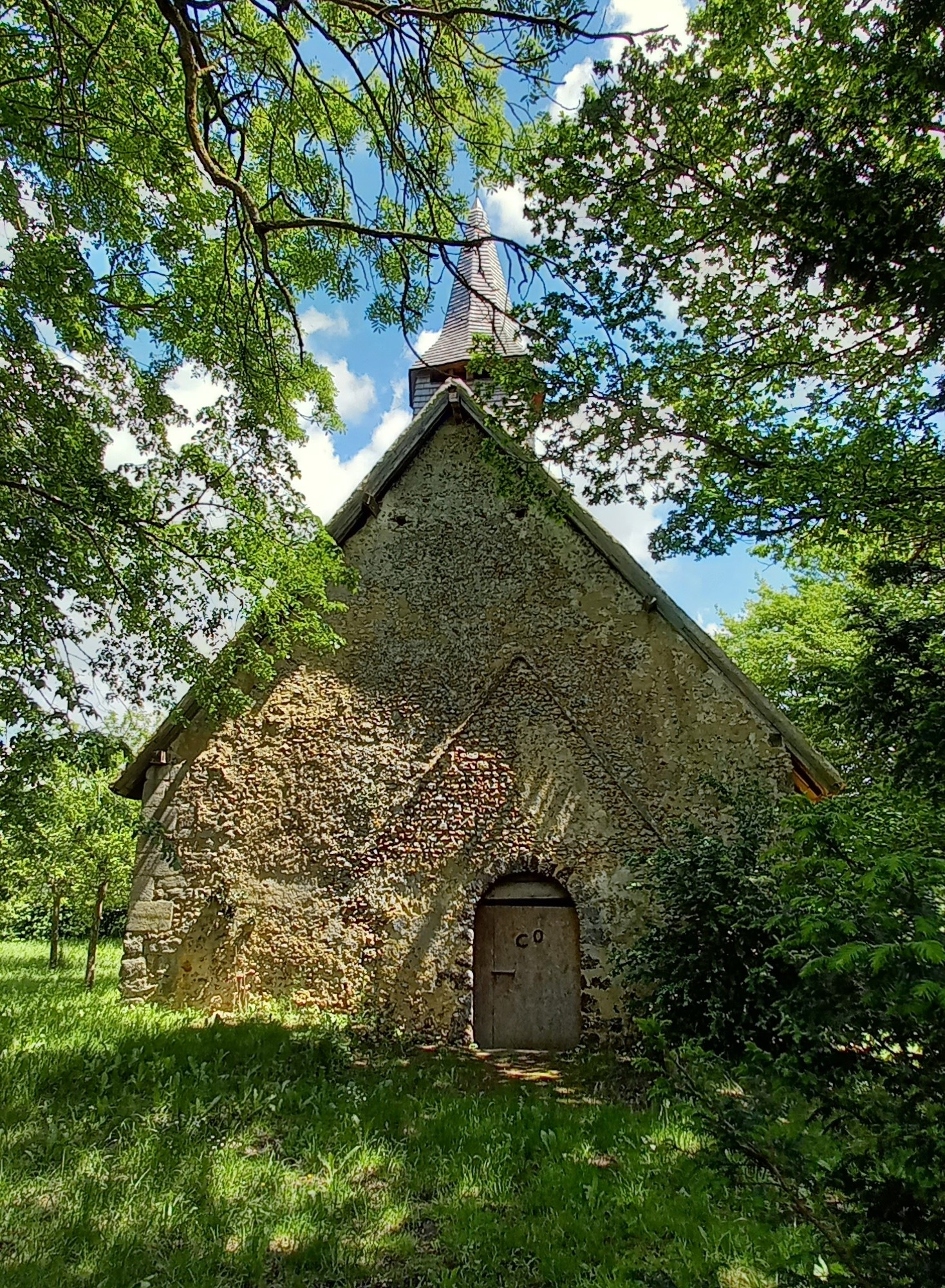
Ancienne église de Pierre-Ronde à Beaumesnil

Parmi les 20 églises de son territoire, dont 19 églises paroissiales, Mesnil-en-Ouche compte plusieurs églises classées ou inscrites en tant que monuments historiques :
- Église Saint-Aubin de Saint-Aubin-sur-Risle à Ajou  Inscrit MH (1955)[71],
- Église Sainte-Marguerite à Sainte-Marguerite-en-Ouche  Inscrit MH (2019)[72].
- L’église de Saint-Ouen-de-Mancelles à Gisay-la-Coudre des XIIe, XVIe et XVIIIe siècles,  Inscrit MH (1962)[73], dont le clocher est rénové en 2021 grâce à un financement participatif[74].

La Commune compte aussi d'anciennes églises qui ne sont plus vouées au culte, comme l'ancienne église de Pierre-Ronde à Beaumesnil, en cours de restauration depuis 1995 par une association de sauvegarde, et qui a été dotée d'un nouveau porche fabriqué selon des techniques médiévales et traditionnelles en 2022. Elle est destinée à être utilisée comme un site culturel avec une partie muséale.
On peut également signaler : 
- le moulin de Quincampoix à Bosc-Renoult-en-Ouche, qui produisait de la farine vers 1750, puis de l'électricité à la fin du XIXe siècle. La production a cessé dans les années 1960. Racheté et rénové en 2022 par un particulier, il accueille des activités de bien-être avec, à travers des cours de tango argentin, de danse connexion, danse fusion,et danse thérapie. Sont proposées aussi des séances de bols chantants, des stages de yoga, des stages de décélération, de dé/reconnexion, des ateliers de cueillette et préparation de plantes sauvages[76].Jean de la Varende aurait séjourné dans ce moulin.

- Le château de Beaumesnil, parfois appelé le « petit Versailles normand », est animé par la société « Tous au château » et qui accueille notamment l'office du tourisme intercommunal de Beaumesnil[77] comprend également un musée de la reliure, des jardins à la française, une ancienne motte féodale[78].

- Le château du Blanc-Buisson à Saint-Pierre-du-Mesnil, du XIIIe siècle
- Le potager de Beaumesnil, 7, rue des Forges, créé en 2008, situé près du château, animé par l'association 1001 Légumes, reconnue comme association de protection de l'environnement[79],[80].

### Personnalités liées à la commune
- Jacques Daviel (1693-1762), chirurgien et ophtalmologue français, chirurgien et oculiste du roi Louis XV, est l'auteur de la méthode d'extraction du cristallin dans l'opération de la cataracte. Il est né à la Barre-en-Ouche et le collège de Beaumesnil porte son nom[81].

- Claude Barrois (1941-2017), monteur, acteur et réalisateur français, habitait Landepéreuse où il est enterré[82].